# 𣍏𣍇村琉璃殿
𣍏𣍇村琉璃殿，位于中国河北省石家庄市行唐县𣍏𣍇村，为石家庄市行唐县的一个省级文物保护单位，类型为古建筑，公布时间为1993年7月15日，历史年代为明代。

## 简介
琉璃殿，又称琉璃庙，始建于明朝天启三年。如今，该殿被誉为中国“全国现存的惟一一座古代琉璃庙宇”。
琉璃殿如今已无碑志可考，故其建造背景、功能也无从考证，仅流传有一些传说。传说此庙是𣍏𣍇村村民、曾任“护国将军”的韩文梦所建。传说称：“韩文梦少年从师习武，走南闯北，一生行侠仗义，扶困济贫，三十五岁时在河南被官兵追捕，至一河边无处藏身，忽见一观音殿，入内祷曰：‘大慈大悲观世音救我。’祷毕，只见灰尘逼地，蛛网蔽空，待官兵追至，见此情景，旋即离去。韩文梦躲过此难，回乡后，于天启三年照原样在本村建此殿，降香许愿之善男信女络绎不绝，而且有求必验，神灵无比。清康熙三十六年，清圣祖康熙三下江南经由此地，亦驻跸瞻拜，回京后将二字载入康熙字典。之后，此殿香火更是兴旺，香火过及三省二十八县，此事感动上天，派一神仙下界，化一道人一夜之间在檐下锯铁箍，一道裂缝处用锯子锯好化风而去。”
2012年7月底，河北省部分地区持续强降雨，造成一些文物保护单位受灾。其中，行唐县的琉璃殿险情十分严重，屋顶及部分墙体坍塌。2012年7月31日，河北省文物局局长张立方、文物处长刘智敏，石家庄市文物局局长刘正军等人冒雨到琉璃殿指导抢险工作。行唐县文物部门已采取了临时措施，并委托设计单位编制抢险工程方案。